# Capanna (Verghereto)
Capanna (o Capanne) è un nucleo abitativo del comune di Verghereto in provincia di Forlì-Cesena nell'appennino Tosco-Romagnolo alle falde del monte Fumaiolo.

## Geografia fisica
È a 6 km da Balze, e a 10 km da Alfero. 
Situata a 898 m s.l.m. nell'alta valle del torrente Para, affluente del Savio, è un agglomerato di case a ridosso della chiesa parrocchiale, con una popolazione residente di, circa, 10 abitanti (in inverno)  e durante i tre mesi estivi ha una ricettività di dieci volte di più, essendo per la maggior parte seconde abitazioni.

## Storia
Le sue origini sono strettamente legate al monastero della Cella (o di San Johannes Inter Ambas Paras), fondato da San Romualdo nel 986. Intorno all'anno 1000, nei possedimenti del Monastero della Cella, si insediò il primo nucleo abitato di Capanne costituito da tagliaboschi e segantini  che operavano nella segheria ad acqua impiantata dai monaci per la lavorazione degli abeti e la capanna che avevano per abitazione è il toponimo di "Capanna". Con la crescente attività del monastero, ci fu un'espansione demografica, furono costruite abitazioni in pietra attorno alla cappella (oratorio di San Rocco) edificata dai monaci. Il priore del monastero era il capo della comunità il quale però doveva sottostare al Priore di Camaldoli anche se il territorio era compreso nella diocesi di Sarsina.
Nel terre limitrofe spadroneggiava Uguccione della Faggiola (1250-1319). Nell'anno 1404 questi territori conquistati da Jacopo Salviati passeranno alla repubblica Fiorentina  e sarà costituita la Podesteria di Verghereto, attuale comune. Con la decadenza del monastero la parrocchia di San Giovanni sarà trasferita nel 1822 a Capanne presso l'esistente oratorio di San Rocco e nel 1833 don Luigi Bigi farà costruire la prima chiesa parrocchiale, che aveva l'entrata da sud-est dalla strada vecchia di Velle, e il campanile che alloggiava due campane.
- Campana piccola

Fonderia: Gabriel Babbini San Piero in Bagno (FC)
- Anno: 1756
- Misure: diametro cm 40, altezza cm 43
- Peso: kg 40
- Nota: LA naturale
- Iscrizioni: S. Maria et S. Ioannes Ba orate pro nobis. A fulgure et tempestate libera Nos Domine.

F.A.D. 1756.  (nello stemma) Gabriel Babbini a S. Petro fundit
- Figure: Madonna in preghiera

La campana già esisteva nella chiesa del monastero della Cella, sarà locata nel campanile di Capanne nel 1833. Altre campane di Babbini (o Babini) sono nel campanile del Castello di Sant'Agata Feltria (RN) e nella chiesa parrocchiale di Ranchio (FC).
- Campana grande

Fonderia: Giuliano Moreni e Carlo Nebos Firenze
- Anno: 1834
- Misure: diametro cm 55, altezza con corona cm 65
- Peso: kg 105
- Nota: RE naturale
- Iscrizioni: (una mano che indica) Tota pulchra es Maria et macula originalis non est in Te. (l'altra mano che indica) A.D. MDCCCXXXIV. (nello stemma) Julianus Moreni et Carolus Nebos Florentia funderut.
- Figure: calice Eucaristico, Assunzione di Maria Vergine in cielo.

Questa campana fu donata dal Granduca Leopoldo II di Toscana dopo la visita effettuata in questi suoi territori di confine nell'anno 1835.
Il campanile aveva una sola campana e in occasione della visita del Granduca gli abitanti la nascosero per indurre Leopoldo II a donarne almeno una ad un campanile sprovvisto di campane.
Nel 1919 don Francesco Santolini farà apportare delle modifiche alla chiesa e l'entrata ruoterà di 90° a nord-est da piazza San Giovanni come si presenta attualmente. Patrono della parrocchia è San Giovanni Battista (festa il 24 giugno) e compatrono è San Rocco (festa il 16 agosto).
Fanno parte del territorio parrocchiale di Capanne, oltre al paesino di Velle (888m slm): ancora ad est Campo del Riccio; a sud Altari, Sant'Alberico; ad ovest Cella, Fabbrica e Monticino; a nord Osseto ed Agonia.
Altra località di rilevanza storica è l'eremo di Sant'Alberico, documentato a partire dal 1049. Secondo una tradizione locale era il luogo dove Sant'Alberico si rifugiò per condurre una vita da eremita nel V-VI secolo. San Romualdo, fondando il vicino Monastero della Cella, per venerare questo santo luogo, fece edificare un piccolo eremo.